# 제리 할리웰
제럴딘 에스텔 "제리" 호너(영어: Geraldine Estelle "Geri" Horner, 결혼 전 성은 할리웰(Halliwell), 1972년 8월 6일 ~ )는 잉글랜드의 가수, 작가, 배우이다. 할리웰은 1990년대를 대표하는 여성 팝 그룹 스파이스 걸스의 멤버로, 애칭은 진저 스파이스(Ginger Spice)이다. 그룹의 리더였던 그녀는 1998년 스파이스 걸스에서 돌연 탈퇴하였다. 그 후 솔로 데뷔앨범을 발표, 왕성한 활동을 펼치며 큰 인기를 얻었다. 2007년 재결합한 스파이스 걸스에 재합류하며, 새앨범을 발표하였고 월드투어도 함께하였다.

## 젊은 시절
할리웰은 하트퍼드셔주의 왓퍼드 제네럴 병원에서 로런스 프랜시스 할리웰(1922년 ~ 1993년)과 애나 마리아 할리웰(결혼 전 성씨는 이달고) 사이에서 태어났다. 그의 아버지는 잉글랜드와 스웨덴 후손이며, 그의 어머니는 스페인 우에스카 출신이다. 할리웰은 노스왓퍼드의 공영 주택단지에서 성장했다. 그녀는 왓퍼드 그래마 여학교(Watford Grammar School for Girls)와 캠던 여학교(Camden School for Girls)에 다녔다.
할리웰은 그녀의 음악 경력 이전에, 마조르카에 있는 클럽의 댄서로 일했고, 터키 버전의 《Let's Make a Deal》 진행자였으며, 글래머 포토그래피의 모델이였다. 만 19세 나이에 그녀는 더 선의 페이지 3 걸로 등장했다.

## 사생활
할리웰은 전 남자친구인 영화 극작가 사차 제바시(Sacha Gervasi)와 사이에서 딸 "블루벨 마돈나"(Bluebell Madonna) (2006년 5월 7일, 런던 출생)을 포틀랜드 병원에서 출산했다. 대모는 빅토리아 베컴과 엠마 번튼이다.

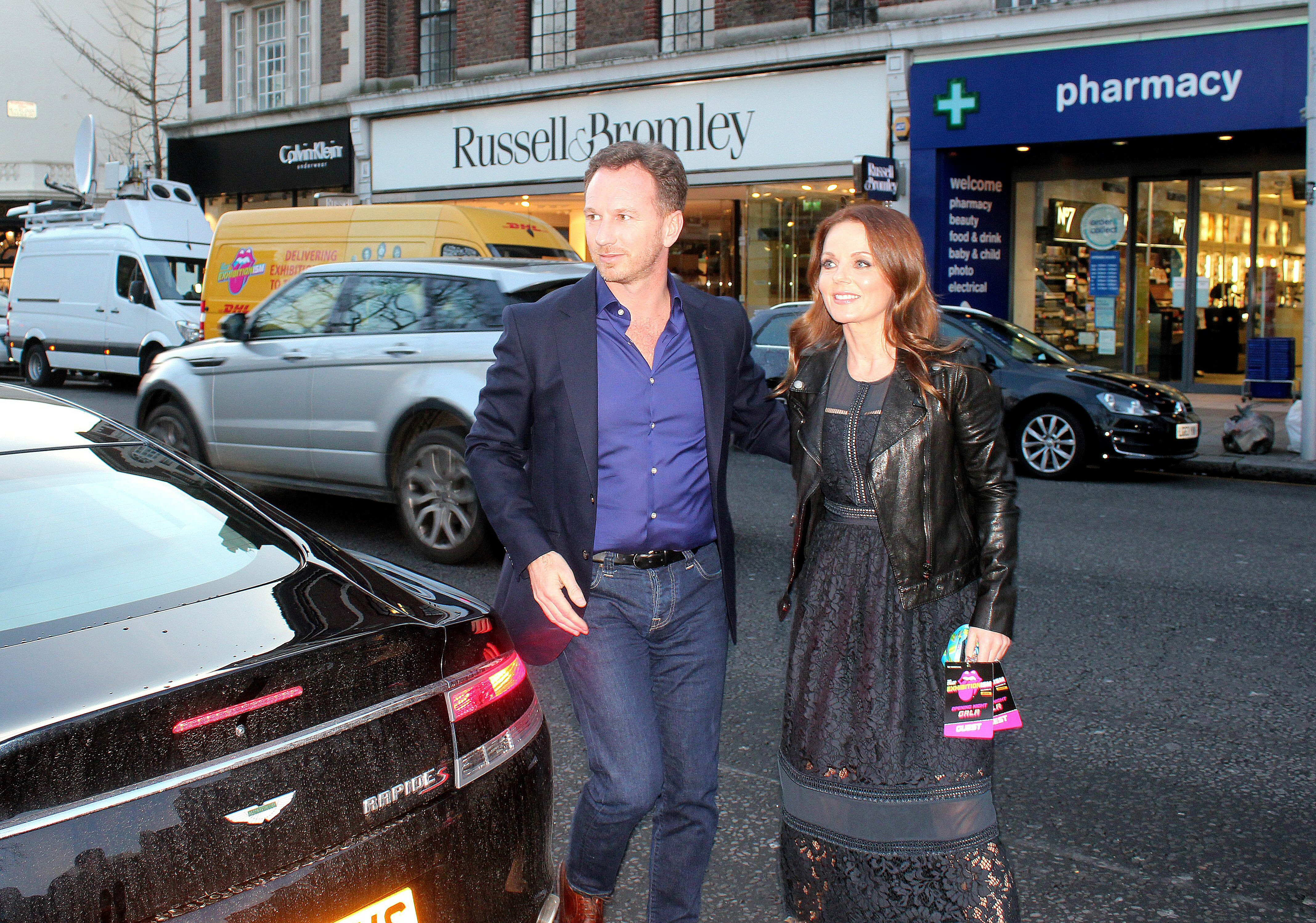
2016년 4월, 런던에서 할리웰과 호너

할리웰은 2014년 2월, 포뮬러 원 팀 레드불 레이싱의 오너 크리스천 호너(Christian Horner)와 데이트를 시작했다. 2014년 11월, 타임즈에서는 두 사람의 약혼이 보도 되었다. 그들은 2015년 5월, 베드퍼드셔주 워번에 있는 세인트 마리스 교회에서 결혼식을 올렸다. 할리웰은 호너와 사이에서 그녀의 둘째 아이인 아들 "몬터규 조지 헥토르 호너"(Montague George Hector Horner) (2017년 1월 21일, 런던 출생)을 출산했다.

## 음반

### 정규
- 1999년 《Schizophonic》
- 2001년 《Scream if You Wanna Go Faster》
- 2005년 《Passion》

### 싱글
- 1999년 《Look at Me》
- 1999년 《Mi Chico Latino》
- 1999년 《Lift Me Up》
- 2000년 《Bag It Up》
- 2001년 《It's Raining Men》
- 2001년 《Scream If You Wanna Go Faster》
- 2001년 《Calling》
- 2004년 《Ride It》
- 2005년 《Desire》
- 2013년 《Half Of Me》

## 출연 작품
| 년도 | 제목                                 | 역할                 | 차모                                                                                      |
| ---- | ------------------------------------ | -------------------- | ----------------------------------------------------------------------------------------- |
| 1990 | 댄스 에너지                          | 본인                 | 크레딧에 오르지 않음; 춤추는 장면만 등장함/무대 담당                                      |
| 1991 | 렛츠 메이크 어 딜                    | 본인                 | 크레딧에 오르지 않음; 춤추는 장면만 등장함/무대 담당                                      |
| 1999 | 100 그레이티스트 우먼 오즈 락앤롤    | 진행자               | TV 쇼                                                                                     |
| 1999 | Al Salir de Clase                    | 본인                 | "Duelo en las calles" (에피소드 63; 시즌 3) "Rebelión en las aulas" (에피소드 65; 시즌 3) |
| 2002 | Bo' Selecta!                         | 여러 역할            | "Geri Halliwell" (에피소드 4; 시즌 1)                                                     |
| 2002 | 팝스타: 더 라이벌                    | 멘토/본인/심사위원   | 시즌 1                                                                                    |
| 2003 | 올 아메리칸 걸                       | 멘토/본인/심사위원   | 시즌 1                                                                                    |
| 2003 | 섹스 앤 더 시티                      | 포이베 헤리슨        | "Boy, Interrupted" (에피소드 10; 시즌 6)                                                  |
| 2004 | 탑 기어                              | 본인                 | "5.2" (에피소드 2; 시즌 5)                                                                |
| 2008 | 프라이데이 나이트 프로젝트           | 진행자/세리/리산드라 | 에피소드 5; 시즌 6                                                                        |
| 2008 | 아메리칸 아이돌                      | 멘토/본인/심사위원   | 에피소드 30; 시즌 7                                                                       |
| 2009 | 헤드 케이스                          | 수잔 갤러            | "Back in the Game" (에피소드 5; 시즌 3)                                                   |
| 2010 | 컴 플라이 위드 미                    | 본인                 | "Pilot" (에피소드 1; 시즌 1)                                                              |
| 2010 | 더 엑스 팩터                         | 본인/심사위원        | 시즌 7 (글래스고 지역 오디션 심사위원)                                                    |
| 2012 | 더 스파이스 걸스 스토리: 비바 포에버 | 본인                 | 스파이스 걸스 다큐멘터리                                                                  |
| 2012 | 트롤리드                             | 본인                 | "2012 크리스마스 스페셜"                                                                  |
| 2012 | 더 엑스 팩터                         | 본인/심사위원        | 시즌 9 (리버풀 지역 오디션 심사위원)                                                      |
| 2013 | 오스트레일리아 갓 탤런트             | 본인/심사위원        | 시즌 7                                                                                    |
| 2015 | 더 원 쇼                             | 본인/보조 진행자     | 게스트 진행자 (1 에피소드)                                                                |
| 2016 | 더 보이스 오브 이탈리아              | 멘토                 |                                                                                           |

| 년도 | 제목                                  | 역할            | 참고                              |
| ---- | ------------------------------------- | --------------- | --------------------------------- |
| 1995 | 포기 노션                             | 새미            | 주연                              |
| 1997 | 스파이스 월드                         | 진저 스파이스   |                                   |
| 1999 | Geri – A Film by Molly Dineen         | 본인            | TV 영화; 다큐멘터리               |
| 2000 | Geri's World Walkabouts               | 본인            | TV 영화; 다큐멘터리               |
| 2000 | 테라피                                | 에이미 설반     | 크레딧에 오르지 않음              |
| 2004 | Fat Slags: The Film                   | 페이지 스토나치 | 더빙; 애니메이션 영화             |
| 2005 | There's Something About Geri          | 본인            | TV 영화; 다큐멘터리               |
| 2007 | 기빙 유 에브리띵                      | 본인            | 스파이스 걸스 TV 영화; 다큐멘터리 |
| 2009 | 아드레날린 24 2                       | 카렌 첼리어스   |                                   |
| 2009 | Ant & Dec's Christmas Show            | 제이 돌         | TV 영화                           |
| 2012 | 비바 포에버 – 더 스파이스 걸스 스토리 | 본인            | TV 영화; 다큐멘터리               |
| 2023 | 그란 투리스모                         |                 |                                   |

## 도서
- 1999년: If Only(이프 온리)
- 2002년: Just for the Record(저스트 포 더 레코드)
- 2008년: Ugenia Lavender(유제니아 라벤더)

## 수상 및 후보
| 년도 | 상                             | 부문                                                         | 작품               | 결과 | 참고 |
| ---- | ------------------------------ | ------------------------------------------------------------ | ------------------ | ---- | ---- |
| 1999 | 블록버스터 엔터테인먼트 어워드 | 코미디 부문 좋아하는 여자배우상(스파이스 걸스 멤버들과 함께) | 스파이스 월드      | 후보 |      |
| 1999 | MTV 유럽 뮤직 어워드           | 최우수 여자가수상                                            |                    | 후보 |      |
| 2000 | 브릿 어워드                    | 최우수 영국 여자 솔로가수상                                  |                    | 후보 |      |
| 2000 | 브릿 어워드                    | 최우수 팝 액트상                                             |                    | 후보 |      |
| 2000 | 캐피탈 FM 어워드               | 최우수 영국 여자가수상                                       |                    | 수상 |      |
| 2001 | 코멧 어워드                    | 최우수 해외 여자가수상                                       |                    | 수상 |      |
| 2002 | 브릿 어워드                    | 최우수 영국 여자 솔로가수상                                  |                    | 후보 |      |
| 2002 | 브릿 어워드                    | 최우수 영국 싱글상                                           | "It's Raining Men" | 후보 |      |
| 2002 | NRJ 뮤직 어워드                | 올해의 해외 노래상                                           | "It's Raining Men" | 수상 |      |
| 2002 | NRJ 뮤직 어워드                | 올해의 해외 여자가수상                                       |                    | 후보 |      |
| 2008 | 빈칸                           | 2008 여성 유명인사 베스트셀링 아동도서 선정                  | 유제니아 라벤더    | 수상 |      |

## 같이 보기
- 스파이스 걸스